# Mechanicsburg (Pennsylvania)
Mechanicsburg ist ein Borough im Cumberland County im US-Bundesstaat Pennsylvania. Das U.S. Census Bureau hat bei der Volkszählung 2020 eine Einwohnerzahl von 9.311 ermittelt. 
Der Ort liegt etwa 10 Kilometer westlich von Harrisburg, beherbergt die NASCAR-Rennstrecke Williams Grove Speedway und die Strafverfolgungsdienststelle der Navy NCISRU.
Von 1906 bis 1928 fuhr hier ein elektrifizierter Experimentalbetrieb der Pennsylvania Railroad.
Am 14. November 2014 entschuldigt sich die hier erscheinende Harrisburger Patriot-News 150 Jahre nach der Veröffentlichung für einen Leitartikel zur Rede des amerikanischen Präsidenten Abraham Lincoln.

## Persönlichkeiten
- Lionel Bender (1934–2008), Linguist
- Ray Crist (1900–2005), Chemiker
- Theodore Frelinghuysen Singiser (1845–1907), Politiker